# قائمة أنواع الثدييات في موريتانيا
تضم قائمة أنواع الثدييات المسجلة في موريتانيا ثلاثة أنواع معرضة بشدة لخطر الانقراض من الثدييات، بالإضافة إلى تسعة أنواع أخرى معرضة لخطر الانقراض، ونوع واحد يوشك على أن يُصبح مهددًا بخطر الانقراض، في حين لم يعد من الممكن العثور على أحد أنواع الثدييات البرية المسجلة في موريتانيا.
يُقسّم الاتحاد الدولي للحفاظ على الطبيعة الأنواع المنقرضة والمهددة بالانقراض والأقل تهديدًا إلى ثلاث فئات على النحو التالي:
| الفئة الأولى  | الأنواع التي ركزت عليها برامج حفظ الأنواع وربما انتقلت إلى فئة مخاطر أعلى إذا تم إيقاف مثل هذه البرنامج. |
| الفئة الثانية | الأنواع التي توشك على التصنيف كمعرضة لخطر الانقراض ولكنها ليست موضوعًا لبرامج الحفظ.                      |
| الفئة الثالثة | الأنواع غير المعرضة لخطر الانقراض                                                                        |

## الثدييات المسجلة في موريتانيا

### رتبة الوبريات

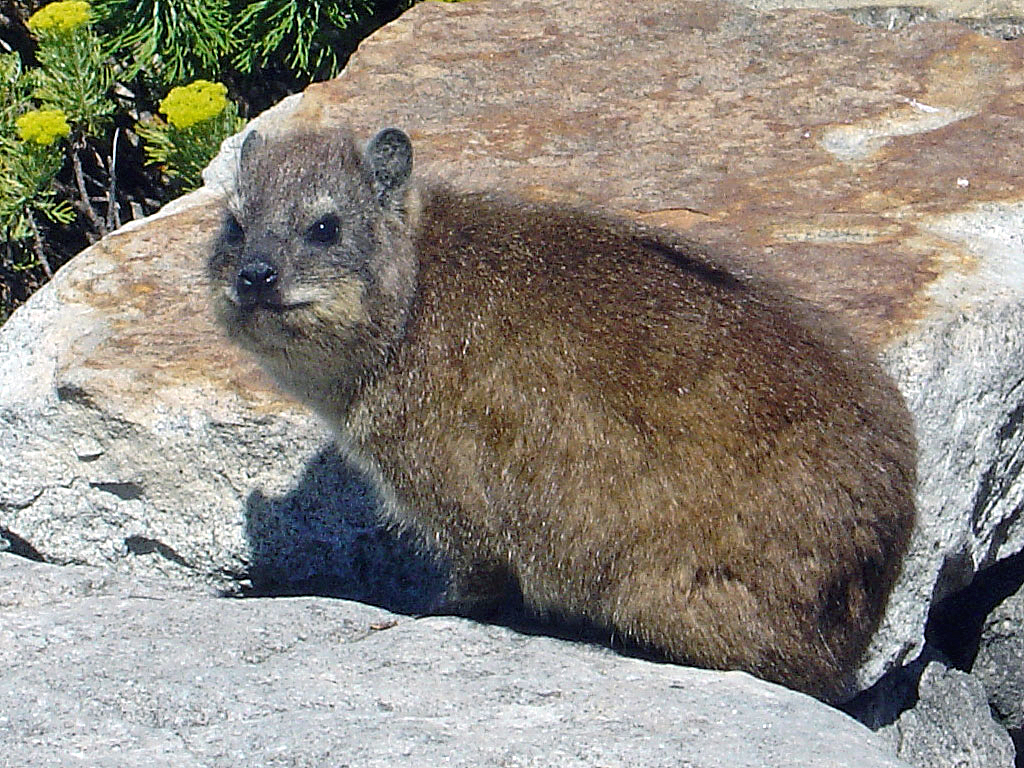
الوبر الصخري

تضم هذه المجموعة أربعة أنواع من الثدييات الصغيرة السميكة والعاشبة التي تتقارب في حجمها مع حجم قطة منزلية، ولها أجسام مستديرة مغطاة بالوبر ولها ذيل قصير، وتتوطن هذه الأنواع بشكل رئيسي في أفريقيا ودول الشرق الأوسط، ويوجد منها في موريتانيا حيوان الوبر الصخري الذي يندرج في التصنيف تحت فصيلة الوبريات من نوع الدمان، ولا يُعد معرضًّا لخطر الانقراض في الوقت الحالي وفقًا لتصنيف الاتحاد الدوليّ لحفظ الطبيعة.

### رتبة الخرطوميات

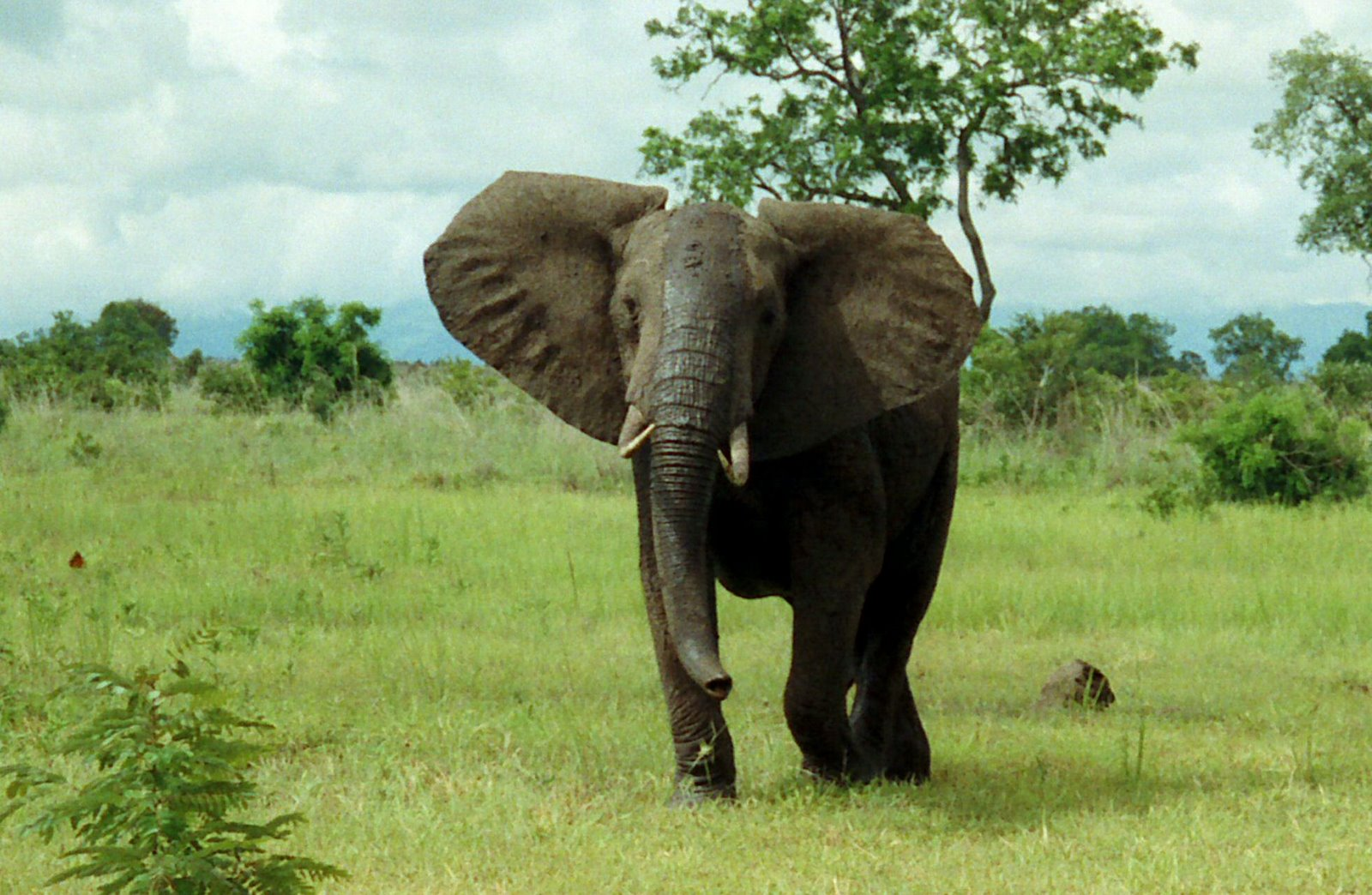
فيل الأدغال الإفريقي

تُعدّ الحيوانات التي تنتمي إلى رتبة الخرطوميات أكبر أنواع الحيوانات البرية الحية، وتضم ثلاثة أنواع حية رئيسيّة يوجد منها في موريتانيا حيوان فيل الأدغال الأفريقي الذي يندرج في التصنيف تحت فصيلة الفيليات من نوع الفيل الأفريقي. يواجه فيل الأدخال الأفريقي خطرًا كبيرًا للغاية للانقراض في الوقت الحالي وفقًا لتصنيف الاتحاد الدوليّ لحفظ الطبيعة.

### رتبة الخيلانيات
تضم الحيوانات التي تنتمي لرتبة الخيلانيات مجموعة من الثدييات المائية العاشبة التي تعيش في الأنهار ومصبات الأنهار والمياه البحرية الساحلية والمستنقعات والأراضي الرطبة البحرية، وتنقسم إلى أربعة أنواع جميعها مهددة بالانقراض، ويوجد منها في موريتانيا حيوان خروف البحر السنغالي الذي يندرج في التصنيف تحت فصيلة خرفان البحر ومن جنس خروف البحر، يواجه خروب البحر السنغالي خطرًا كبيرا للانقراض في الوقت الحالي وفقًا لتصنيف الاتحاد الدوليّ لحفظ الطبيعة.

### رتبة الرئيسيّات

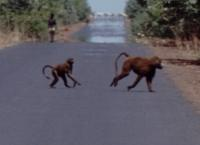
رباح غينيا

تضم رتبة الرئيسيات البشر إلى جانب أقرب أقربائهممن الحيوانات وهم الليمور، واللوريسيات، والتارسير، والنسناس، والقردة. ويوجد من رتبة الرئيسيات في موريتانيا حيوان رباح غينيا والرباح الزيتوني وهما نوعان من نازلات الأنف التي تندرج في التصنيف تحت نوع السعدان الأخضر الذي يتبع جنس السعدان الفرفتي من فصيلة سعادين العالم القديم.

### رتبة القوارض
تشكل القوارض حوالي 40٪ من أنواع الثدييات، وتُعدّ بذلك أكثر أنواع الثدييات انتشارًا في الطبيعة. تتميز القوارض بزوج من القواطع في الفك العلوي والسفلي والتي تنمو باستمرار، ويجب أن تظل قصيرة على الرغم من ذلك وهو ما يتم عن طريق عمليات القضم التي يقوم بها الحيوان. تكون معظم القوارض صغيرة الحجم على الرغم من أن خنازير الماء يمكن أن يصل وزنها في بعض الأحيان إلى 45 كيلوغرام (99 رطلاً). ويوجد من القوارض في موريتانيا الأنواع التالية:
- حيوان الشيهم المبذول الذي ينتمي إلى جنس النيص ويندرج في التصنيف تحت فصيلة شيهم العالم القديم التي تتبع شيهميات الفك، ولا يُعد معرضًّا لخطر الانقراض في الوقت الحالي وفقًا لتصنيف الاتحاد الدوليّ لحفظ الطبيعة.
- حيوان السنجاب الأرضي المخطط الذي ينتمي إلى نوع جنس السنجاب الأرضي الإفريقي ويندرج في التصنيف تحت فصيلة السنجابيات التي تتبع سنجابيات الفك، ولا يُعد معرضًّا لخطر الانقراض في الوقت الحالي وفقًا لتصنيف الاتحاد الدوليّ لحفظ الطبيعة.
- حيوان اليربوع المصري الصغير الذي يندرج في التصنيف تحت فصيلة اليربوعيات، ولا يُعد معرضًّا لخطر الانقراض في الوقت الحالي وفقًا لتصنيف الاتحاد الدوليّ لحفظ الطبيعة.
- حيوان الجرذ الغامبي، ولا يُعد معرضًّا لخطر الانقراض في الوقت الحالي وفقًا لتصنيف الاتحاد الدوليّ لحفظ الطبيعة.
- حيوان الفأر الشوكي الذي يندرج في التصنيف تحت الفصيلة الفأرية، ولا يُعد معرضًّا لخطر الانقراض في الوقت الحالي وفقًا لتصنيف الاتحاد الدوليّ لحفظ الطبيعة.
- حيوان فأر الصحراء الغربية الشوكي الذي يندرج في التصنيف تحت الفصيلة الفأرية، ولا يُعد معرضًّا لخطر الانقراض في الوقت الحالي وفقًا لتصنيف الاتحاد الدوليّ لحفظ الطبيعة.
- الجربوع المعبأ الذي يندرج في التصنيف تحت فصيلة العضلان الفرعية التي تتبع الفصيلة الفأرية، ولا يُعد معرضًّا لخطر الانقراض في الوقت الحالي وفقًا لتصنيف الاتحاد الدوليّ لحفظ الطبيعة.

## رتبة أرنبيات الشكل
كانت رتبة أرنبيات الشكل تُصنف حتى أوائل القرن العشرين كرتبة أعلى من القوارض نظرا للشبه بين حيوانات هذه الرتبة وبين حيوانات رتبة القوارض إلى حد كبير، ولكن بعد ذلك الوقت صُنِّفَت باعتبارها رتبة منفصلة، ويعود ذلك لوجود عدد من الاختلافات بين الرتبتين حيث تختلف أرنبيات الشكل عن القوارض في عدد من الخصائص الفيزيائية مثل امتلاكها أربعة قواطع في الفك العلوي لها بدلاً من اثنين. يُمكن تقسيم الثدييات التي تنتمي إلى رتبة أرنبيات الشكل إلى فصيلتين رئيسيتين، هما الأرانب والبيكا، ويوجد في موريتانيا الحيوانات التالية:
- قواع السفناء الإفريقي الذي ينتمي إلى جنس القواع ويندرج في التصنيف تحت فصيلة الأرنبيات، ولا يُعد معرضًّا لخطر الانقراض في الوقت الحالي وفقًا لتصنيف الاتحاد الدوليّ لحفظ الطبيعة.[3]
- القواع الصحراوي الذي ينتمي إلى جنس القواع ويندرج في التصنيف تحت فصيلة الأرنبيات، ولا يُعد معرضًّا لخطر الانقراض في الوقت الحالي وفقًا لتصنيف الاتحاد الدوليّ لحفظ الطبيعة.

## رتبة القنفذيات
تضم رتبة القنفذيات فصيلة حية واحدة في الوقت الحالي هي فصيلة القنفذيات، ويُمكن التعرف على القنافذ والقنافذ المشعرة بسهولة من خلال أشواكها. تبدو القنافذ أشبه بالفئران الكبيرة. ويوجد من رتبة القنفذيات في موريتانيا الأنواع التالية:
- القنفذ الحبشي الذي يندرج في التصنيف تحت فصيلة القنفذيات من جنس القنافذ النصفية.
- القنفذ القزم الإفريقي الذي يندرج في التصنيف تحت فصيلة القنفذيات من جنس القنفذ الإفريقي.

### رتبة زبابيات الشكل
تضم رتبة زبابيات الشكل مجموعة من الثدييات الآكلة للحشرات، وتشبه بعض حيوانات هذه ارتبة الفئران في شكلها، ويوجد منها في موريتانيا الأنواع التالية:
- زباب السافانا الذي يندرج في التصنيف تحت جنس القرضاميات الذي يتبع فصيلة الزبابات، ولا يُعد معرضًّا لخطر الانقراض في الوقت الحالي وفقًا لتصنيف الاتحاد الدوليّ لحفظ الطبيعة.
- الزباب الصحراوي الذي يندرج في التصنيف تحت جنس القرضاميات الذي يتبع فصيلة الزبابات.
- زباب السافانا القزم الذي يندرج في التصنيف تحت جنس القرضاميات الذي يتبع فصيلة الزبابات، ولا يُعد معرضًّا لخطر الانقراض في الوقت الحالي وفقًا لتصنيف الاتحاد الدوليّ لحفظ الطبيعة.
- الزباب الموريتاني الذي يندرج في التصنيف تحت جنس القرضاميات الذي يتبع فصيلة الزبابات، ولا يُعد معرضًّا لخطر الانقراض في الوقت الحالي وفقًا لتصنيف الاتحاد الدوليّ لحفظ الطبيعة.
- زباب المسك ثنائي اللون الذي يندرج في التصنيف تحت جنس القرضاميات الذي يتبع فصيلة الزبابات، ولا يُعد معرضًّا لخطر الانقراض في الوقت الحالي وفقًا لتصنيف الاتحاد الدوليّ لحفظ الطبيعة.

### رتبة الخفاشيات
تمثل الأنواع التي تنتمي إلى رتبة الخفاشيات حوالي 20٪ من جميع الثدييات، وتُعتبر الميزة الأكثر تميزًا لدى الخفافيش هي أن أطرافها الأمامية تم تطويرها كأجنحة مما يجعلها الثدييات الوحيدة القادرة على الطيران. ويوجد من رتبة الخفاشيات في موريتانيا الأنواع التالية:
- خفاش الفاكهة قشي اللون الذي يندرج في التصنيف تحت فصيلة خفافيش الفاكهة، ولا يُعد معرضًّا لخطر الانقراض في الوقت الحالي وفقًا لتصنيف الاتحاد الدوليّ لحفظ الطبيعة.
- خفاش ذيل الفأر المصري الذي يندرج في التصنيف تحت فصيلة خفاش ذيل الفأر، ولا يُعد معرضًّا لخطر الانقراض في الوقت الحالي وفقًا لتصنيف الاتحاد الدوليّ لحفظ الطبيعة.[4]
- خفاش القبور المصري الذي يندرج في التصنيف تحت فصيلة الخفافيش ذات الأجنحة الكيسية، ولا يُعد معرضًّا لخطر الانقراض في الوقت الحالي وفقًا لتصنيف الاتحاد الدوليّ لحفظ الطبيعة.
- الخفاش ثلاثي الشعب الذي يندرج في التصنيف تحت فصيلة خفاشيات العالم القديم ورقية الأنف، ولا يُعد معرضًّا لخطر الانقراض في الوقت الحالي وفقًا لتصنيف الاتحاد الدوليّ لحفظ الطبيعة.

### رتبة آكل النمل الحرشفي
تضم رتبة آكل النمل الحرشفي ثمانية أنواع من آكلات النمل والتي تتميز بامتلاك مخالب قوية وخطم ممدود ولسان طويل يُمكن أن يُرى في بعض الأنواع الأخرى من آكلات النمل والتي لا تنتمي لهذه الرتبة. وتوجد في موريتانيا الأنواع التالية من آكلات النمل الحرشفية:
- آكل النمل الحرشفي العملاق الذي ينتمي إلى جنس البنغوليات. يواجه آكل النمل الحرشفي العملاق خطر الانقراض بنسبة كبيرة في الوقت الحالي وفقًا لتصنيف الاتحاد الدوليّ لحفظ الطبيعة.[5]

### رتبة الحيتانيات

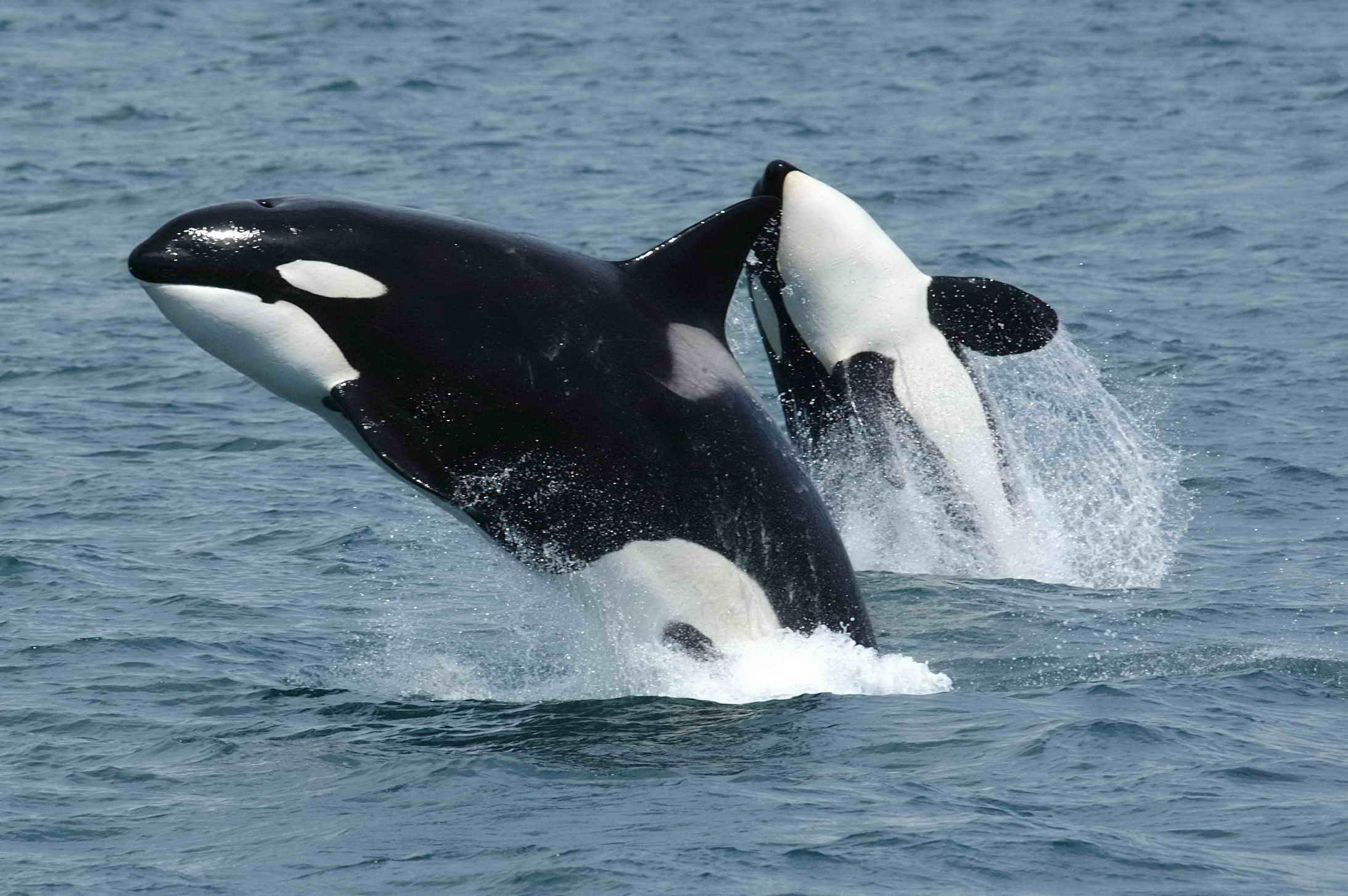
حوت قاتل

تضم رتبة الحيتانيات كل من الحيتان والدلافين وخنازير البحر، والتي تُعتبر الثدييات الأكثر تكيفًا مع الحياة المائية. تتميز الحيتانيات بجسم مغزل شبه خالٍ من الشعر، ومحمي بطبقة سميكة من الجلد، وقد تم تطوير الأطراف الأمامية والذيل لتوفير الدفع تحت الماء. ويوجد في موريتانيا من رتبة الحيتانيات الأنواع الآتية:

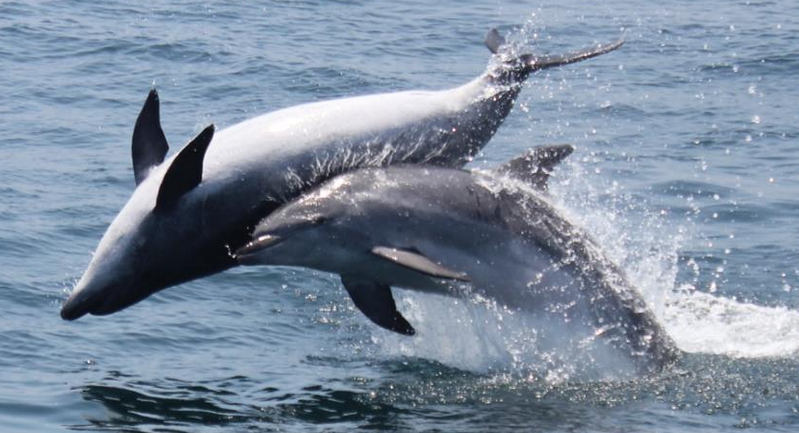
الدلافين قارورية الأنف

- حوت شمال الأطلسي الصائب الذي يندرج في التصنيف تحت فصيلة البالينات من جنس الحيتان الصائبة. يوشك حوت شمال الأطلسي الصائب أن يصبح معرضًّا لخطر الانقراض وفقًا لتصنيف الاتحاد الدوليّ لحفظ الطبيعة.[6]
- حوت المنك المألوف الذي يندرج في التصنيف تحت فصيلة الهراكلة من جنس الهركول، ويُعد معرضًّا لخطر الانقراض بنسبة كبيرة في الوقت الحالي وفقًا لتصنيف الاتحاد الدوليّ لحفظ الطبيعة.
- حوت أومورا الذي يندرج في التصنيف تحت فصيلة الهراكلة من جنس الهركول. لا تتوفر معلومات كافية لإجراء تقييم مخاطر الانقراض التي يواجهها هذا حوت أمورا حتى الآن.[7][8]
- الحوت البريدي الذي يندرج في التصنيف تحت فصيلة الهراكلة من جنس الهركول، ويُعد معرضًّا لخطر الانقراض بنسبة كبيرة للغاية في الوقت الحالي وفقًا لتصنيف الاتحاد الدوليّ لحفظ الطبيعة.
- حوت ساي الذي يندرج في التصنيف تحت فصيلة الهراكلة من جنس الهركول، ويُعد معرضًّا لخطر الانقراض بنسبة كبيرة للغاية في الوقت الحالي وفقًا لتصنيف الاتحاد الدوليّ لحفظ الطبيعة.
- الحوت الزعنفي الذي يندرج في التصنيف تحت فصيلة الهراكلة من جنس الهركول، ويُعد معرضًّا لخطر الانقراض بنسبة كبيرة للغاية في الوقت الحالي وفقًا لتصنيف الاتحاد الدوليّ لحفظ الطبيعة.
- الحوت الأزرق الذي يندرج في التصنيف تحت فصيلة الهراكلة من جنس الهركول، ويُعد معرضًّا لخطر الانقراض بنسبة كبيرة للغاية في الوقت الحالي وفقًا لتصنيف الاتحاد الدوليّ لحفظ الطبيعة.
- جمل البحر الذي يندرج في التصنيف تحت فصيلة الحيتانيات القافزة، ويُعد معرضًّا لخطر الانقراض بنسبة كبيرة في الوقت الحالي وفقًا لتصنيف الاتحاد الدوليّ لحفظ الطبيعة.
- خنزير البحر المألوف الذي يندرج في التصنيف تحت فصيلة الخنازير البحرية من جنس خنزير البحر، ويُعد معرضًّا لخطر الانقراض بنسبة كبيرة في الوقت الحالي وفقًا لتصنيف الاتحاد الدوليّ لحفظ الطبيعة.
- حوت العنبر الذي يندرج في التصنيف تحت فصيلة حيتان العنبر من جنس الحيتان النافثة.
- حوت العنبر القزمي الذي يندرج في التصنيف تحت فصيلة الحيتان القزمة.
- الحوت المنقاري لبلينفيل الذي يندرج في التصنيف تحت فصيلة الحيتان المنقارية من جنس الحيتان مركزية الأسنان.
- الحوت المنقاري لجيرفيه الذي يندرج في التصنيف تحت فصيلة الحيتان المنقارية من جنس الحيتان مركزية الأسنان.
- حوت كوفييه ذو المنقار الذي يندرج في التصنيف تحت فصيلة الحيتان سيفية المنقار المجوفة.
- حوت قاتل الذي يندرج في التصنيف تحت فصيلة الدلافين المحيطية من جنس الأركيات.
- الحوت القاتل القزم الذي يندرج في التصنيف تحت فصيلة الدلافين المحيطية.
- الحوت القاتل الكاذب الذي يندرج في التصنيف تحت فصيلة الدلافين المحيطية من جنس الدخشم.
- الدلفين تامألوف قصير المنقار الذي يندرج في التصنيف تحت فصيلة الدلافين المحيطية من جنس الدلافين المألوفة قصيرة المنقار.
- دلفين فريزر الذي يندرج في التصنيف تحت فصيلة الدلافين المحيطية من جنس الدلافين الزجاجية.
- الدلفين المداري المنقط الذي يندرج في التصنيف تحت فصيلة الدلافين المحيطية من جنس الدلافين المنقطة.
- دلفين كلايمين الذي يندرج في التصنيف تحت فصيلة الدلافين المحيطية من جنس الدلافين المنقطة.
- الدلفين الأزرق الأبيض الذي يندرج في التصنيف تحت فصيلة الدلافين المحيطية من جنس الدلافين المنقطة.
- الدلفين الأطلسي المنقط الذي يندرج في التصنيف تحت فصيلة الدلافين المحيطية من جنس الدلافين المنقطة.
- الدلفين الدوار الذي يندرج في التصنيف تحت فصيلة الدلافين المحيطية من جنس الدلافين المنقطة.
- الدخاس الذي يندرج في التصنيف تحت فصيلة الدلافين المحيطية من جنس الدلافين ضيقة الخطم.
- الدلفين الشائع قاروري الأنف الذي يندرج في التصنيف تحت فصيلة الدلافين المحيطية من جنس الدلافين قارورية الأنف، ولا يُعد معرضًا لخطر الانقراض وفقًا لتصنيف الاتحاد الدولي لحفظ الطبيعة.
- حوت مرشد قصير الزعانف الذي يندرج في التصنيف تحت فصيلة الدلافين المحيطية من جنس الحوت الطيار.
- دلفين ريسو الذي يندرج في التصنيف تحت فصيلة الدلافين المحيطية.
- الحوت بطيخي الرأس الذي يندرج في التصنيف تحت فصيلة الدلافين المحيطية.

### رتبة آكلات اللحوم

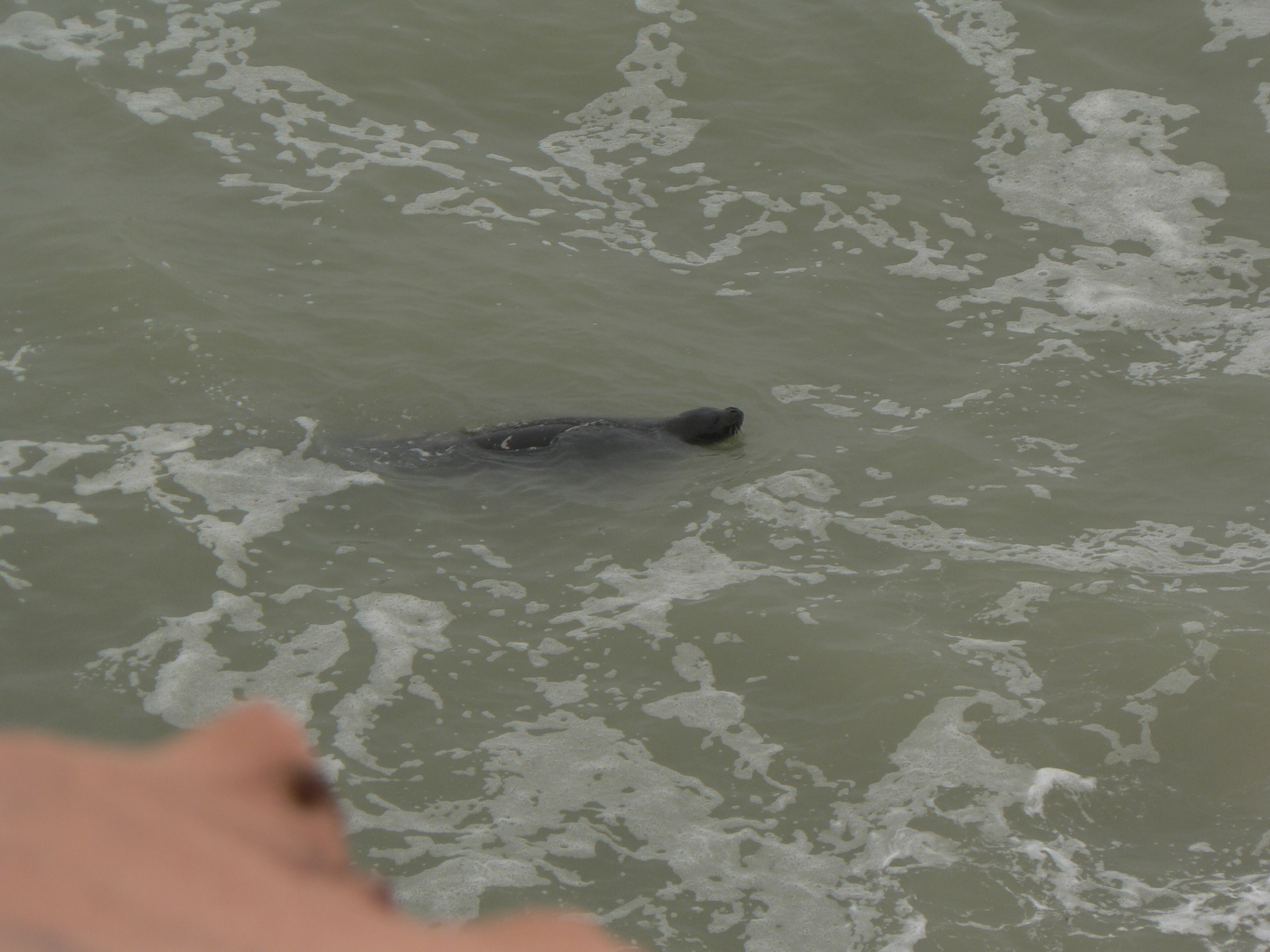
فقمة الراهب المتوسطية في مدينة نواذيبو الموريتانية

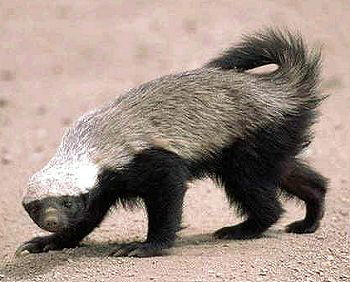
غرير العسل

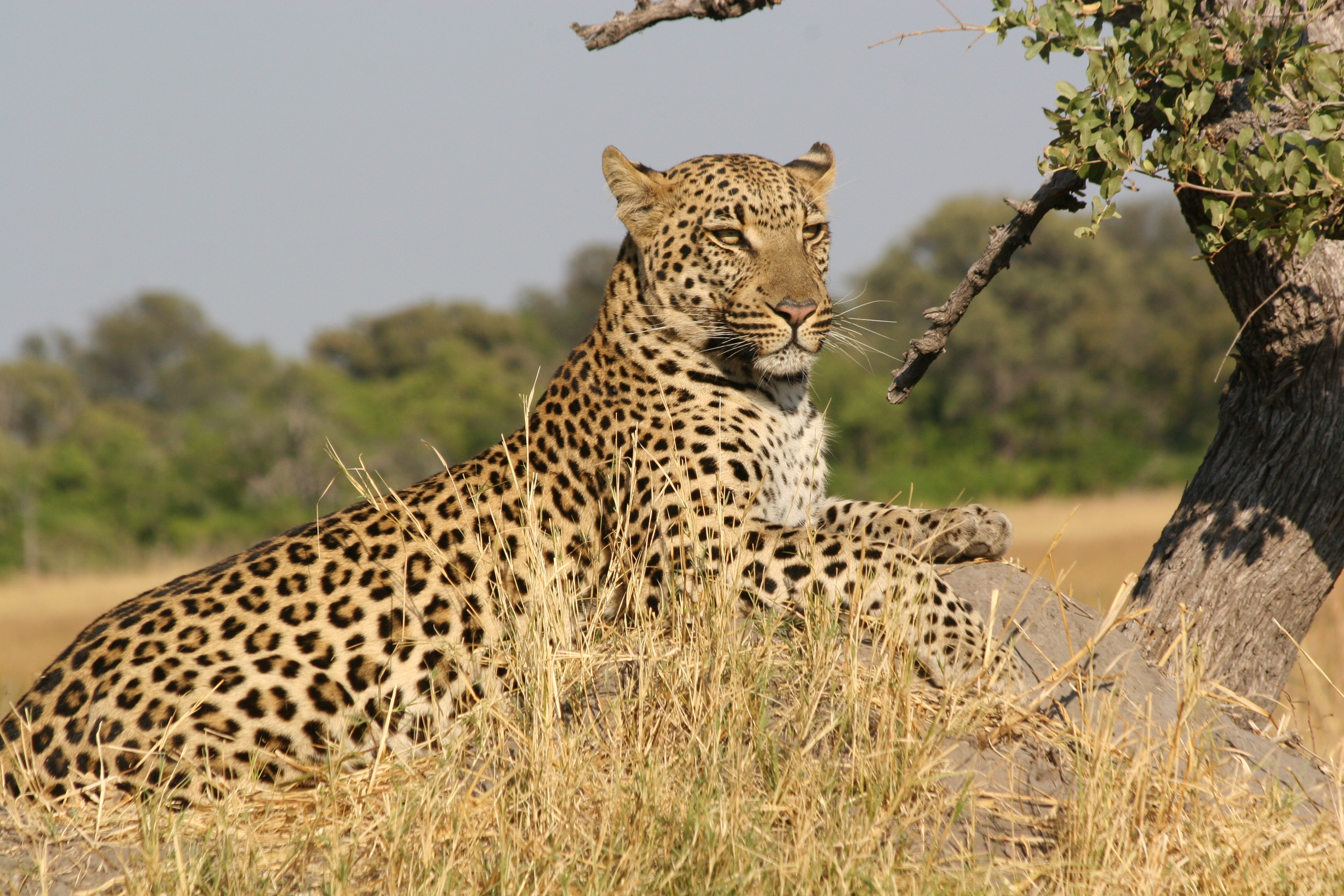
النمر الأفريقي

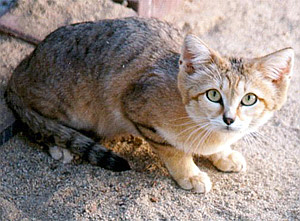
قط الرمال

هناك ما يزيد عن 260 نوعًا من الثدييات آكلات اللحوم، والتي يكون لها شكل جمجمة وأسنان مميزة، ومعظمهم يأكلون اللحوم كعنصر غذائي أساسي. ويوجد في موريتانيا من آكلات اللحوم الأنواع الآتية:
- الفهد الذي يندرج في التصنيف تحت فصيلة السنوريات من جنس ثابتات المخالب، ويُعد معرضًّا لخطر الانقراض بنسبة كبيرة في الوقت الحالي وفقًا لتصنيف الاتحاد الدوليّ لحفظ الطبيعة.
- عناق الأرض الذي يندرج في التصنيف تحت فصيلة السنوريات، ولا يُعد معرضًّا لخطر الانقراض في الوقت الحالي وفقًا لتصنيف الاتحاد الدوليّ لحفظ الطبيعة.
- القط الليبي الذي يندرج في التصنيف تحت فصيلة سنوريات من جنس القطط، ولا يُعد معرضًّا لخطر الانقراض في الوقت الحالي وفقًا لتصنيف الاتحاد الدوليّ لحفظ الطبيعة.[9]
- قط الرمال الذي يندرج في التصنيف تحت فصيلة سنوريات من جنس القطط، ولا يُعد معرضًّا لخطر الانقراض في الوقت الحالي وفقًا لتصنيف الاتحاد الدوليّ لحفظ الطبيعة ولكن من الممكن أن يكون كذلك في المستقبل.
- الأسد الذي يندرج في التصنيف تحت فصيلة سنوريات من جنس النمور، ويُعد معرضًّا لخطر الانقراض بنسبة كبيرة في الوقت الحالي وفقًا لتصنيف الاتحاد الدوليّ لحفظ الطبيعة.[10]
- النمر الذي يندرج في التصنيف تحت فصيلة السنوريات من جنس النمور، ويُعد معرضًّا لخطر الانقراض بنسبة كبيرة في الوقت الحالي وفقًا لتصنيف الاتحاد الدوليّ لحفظ الطبيعة.[11]
- الرباح الشائع الذي يندرج في التصنيف تحت فصيلة الزباديات من جنس الزريقاء، ولا يُعد معرضًّا لخطر الانقراض بنسبة كبيرة في الوقت الحالي وفقًا لتصنيف الاتحاد الدوليّ لحفظ الطبيعة.
- النمس أسود الذيل الذي يندرج في التصنيف تحت فصيلة النمسيات من جنس النموس، ولا يُعد معرضًّا لخطر الانقراض بنسبة كبيرة في الوقت الحالي وفقًا لتصنيف الاتحاد الدوليّ لحفظ الطبيعة.
- الضبع المرقط الذي يندرج في التصنيف تحت فصيلة الضباع، ولا يُعد معرضًّا لخطر الانقراض بنسبة كبيرة في الوقت الحالي وفقًا لتصنيف الاتحاد الدوليّ لحفظ الطبيعة.
- الضبع المخطط الذي يندرج في التصنيف تحت فصيلة الضبعيات، ولا يُعد معرضًّا لخطر الانقراض بنسبة كبيرة في الوقت الحالي وفقًا لتصنيف الاتحاد الدوليّ لحفظ الطبيعة.
- الثعلب الشاحب الذي يندرج في التصنيف تحت فصيلة الكلبيات من جنس الثعلبيات، ولا يُعد معرضًّا لخطر الانقراض بنسبة كبيرة في الوقت الحالي وفقًا لتصنيف الاتحاد الدوليّ لحفظ الطبيعة.
- ثعلب روبل الذي يندرج في التصنيف تحت فصيلة الكلبيات من جنس الثعلبيات، ولا يُعد معرضًّا لخطر الانقراض بنسبة كبيرة في الوقت الحالي وفقًا لتصنيف الاتحاد الدوليّ لحفظ الطبيعة.
- الفنك الذي يندرج في التصنيف تحت فصيلة الكلبيات من جنس الثعلبيات، ولا يُعد معرضًّا لخطر الانقراض بنسبة كبيرة في الوقت الحالي وفقًا لتصنيف الاتحاد الدوليّ لحفظ الطبيعة.
- الذئب الذهبي الأفريقي الذي يندرج في التصنيف تحت فصيلة الكلبيات من جنس الكلاب، ولا يُعد معرضًّا لخطر الانقراض بنسبة كبيرة في الوقت الحالي وفقًا لتصنيف الاتحاد الدوليّ لحفظ الطبيعة.